# Johann Hake
Johann Hake (* 1499; † 17. Januar 1579) war Kanzler der Grafen von Hoya in Nienburg/Weser.

## Leben
Hakes Herkunft ist unbekannt. Angeblich stammte die Familie aus Holland. Als Vater wird in der Familienbibel des von ihm abstammenden Bispinger Pastors Johann Michael Pflug Robert Hacken, Barbier und Hofchirurgus der Grafen von Hoya, genannt. Um 1530 wurde Johann Hake von Graf Jobst II. zum Kanzler der Grafschaft berufen. In seiner 49-jährigen Amtszeit erwarb er sich besondere Verdienste um die Ordnung der Finanzen und die Durchführung der Reformation, die bereits 1525 mit der Berufung von Adrian Buxschott nach Nienburg eingeleitet worden war. Er starb 1579 und wurde in der südlichen Sakristei der Martinskirche an der Seite seiner Frau Anna Garbroick († 1560) beigesetzt. Ein Epitaph befindet sich im südlichen Seitenschiff der St.-Martins-Kirche in Nienburg.